# 福建含笑
福建含笑（学名：Michelia fujianensis）为木兰科含笑属下的一个种。其种加词“fujianensis”意为“福建的”。
现接受名为福建木兰（Magnolia fujianensis (Q.F.Zheng) Figlar, 2000）。